# Serrat de Sant Jaume (Espot)
El Serrat de Sant Jaume és un serrat situat a cavall dels termes municipals d'Espot i de la Guingueta d'Àneu, a la comarca del Pallars Sobirà, en el darrer, dins de l'àmbit de l'antic terme de Jou.
Té una elevació màxima de 2.226,1 metres, i separa la vall mitjana d'Espot, del Riu Escrita, de la capçalera de la vall de Jou, del Riu de Jou. Fa de contrafort sud-est del Pic de Quartiules.